# Leon Thomas 3.
Leon Thomas 3. er en skuespiller, sanger og sangskriver, der mest er kendt for sin rolle i Nickelodeon serien Victorious.

## Filmografi
| År   | Titel          | Rolle         | Noter |
| ---- | -------------- | ------------- | ----- |
| 2007 | August Rush    | Arthur        |       |
| 2010 | Rising Stars   | JR            |       |
| 2014 | Bad Asses      | Tucson        |       |
| 2015 | Runaway Island | Evan Holloway |       |
| 2017 | Detroit        | Jerry         |       |